# The Forgotten Tales
The Forgotten Tales es el primer álbum recopilatorio del grupo alemán de power metal Blind Guardian. Se publicó en 1996 y el diseño de portada corrió a cargo de Andreas Marschall. The Forgotten Tales contiene versiones de grupos tan diversos como Queen o The Beach Boys, así como versiones alternativas de trabajos anteriores de la banda.

## Formación
- Hansi Kürsch: Voz y bajo.
- André Olbrich: Guitarra y coros.
- Marcus Siepen: Guitarra y coros.
- Thomas "Thomen" Stauch: Batería.

## Lista de canciones
1. Mr. Sandman - 2:09 (versión de la canción popular escrita por Pat Ballard)
2. Surfin' USA - 2:23 (versión de la canción de The Beach Boys)
3. Bright Eyes (Acoustic Version) - 4:20
4. Lord of the Rings (Orchestral Version) - 3:55
5. The Wizard 3:16 (versión de la canción de Uriah Heep)
6. Spread Your Wings - 4:14 (versión de la canción de Queen)
7. Mordred's Song (Acoustic Version) - 5:16
8. Black Chamber (Orchestral Version) - 1:15
9. The Bard's Song (Live) - 4:11
10. Barbara Ann/Long Tall Sally - 1:43 (versión de las canciones de The Regents y Little Richard)
11. A Past and Future Secret - 3:47
12. To France - 4:40 (versión de la canción de Mike Oldfield)
13. Theatre of Pain (Orchestral Version) (4:15)

- Datos: Q260390